# Ria Stalman
Maria Geertruida (Ria) Stalman (Delft, 11 december 1951) is een Nederlandse oud-atlete. Tijdens haar atletiekloopbaan was zij gespecialiseerd in het kogelstoten en discuswerpen. Ze werd olympisch kampioene discuswerpen en zeventienvoudig Nederlands kampioene in beide disciplines en verzamelde daarnaast nog enkele titels in het buitenland.
In het NOS-programma Andere Tijden Sport dat op 8 januari 2016 werd uitgezonden, bekende Stalman dat ze tijdens haar carrière anabole steroïden gebruikt heeft om beter en sneller te kunnen herstellen na elke training. Vanwege haar dopingbekentenis werd in november 2016 door de Atletiekunie haar Nederlands record discuswerpen ongeldig verklaard, evenals andere prestaties van Stalman.

## Biografie

### Eerste titel
In tegenstelling tot haar zuster, Anneke de Lange-Stalman, in de jaren zeventig goed voor in totaal acht nationale titels op de middellange afstanden en in het veldlopen, had Ria Stalman een hekel aan hardlopen. Ze zwom liever. Intensief zelfs bij de Delftse reddingsbrigade. Maar haar bijzondere aanleg voor discuswerpen bleek, toen zij in 1974 met 54,14 m het eerste van vijftien nationale records op dit nummer vestigde. Een jaar eerder, in 1973, had zij al haar eerste Nederlandse titel bij het discuswerpen veroverd. Er zouden er nog negen volgen, naast zeven bij het kogelstoten.

### Naar Amerika
In 1976 had Ria Stalman met de discus inmiddels 58,18 achter haar naam staan. Toch vond het NOC*NSF deze prestatie niet goed genoeg om haar af te vaardigen naar de Spelen in Montreal. In 1977 vertrok zij onder de hoede van Raymond de Vries samen met Jennifer Smit, Betty Bogers, en Jan Willem Boogman naar de Verenigde Staten.

Stalman: 
In Nederland trainde ik destijds tienmaal per week en ik werkte daarnaast nog eens fulltime; dat is nauwelijks op te brengen. Maar ik wilde graag, ging stug door. Tot het moment dat de KNAU mij niet steunde in mijn afvaardiging naar de Olympische Spelen van Montréal (1976). Toen knapte er iets in me; ik zette de trainingen op een wat lager pitje, rommelde even een tijdje wat aan en besloot tot een nieuwe stap. Ik koos voor studeren en trainen in Amerika: in Tempe. Dat was de juiste keuze: ik kon mij volledig richten op de sport, want ik had daarnaast slechts vijftien college-uren Frans per week.

### Olympisch kampioene
Het duurde lang, voordat Stalman haar kans kon grijpen. Die kwam ten slotte op de Olympische Spelen in 1984 in Los Angeles, nadat ze een jaar eerder op de wereldkampioenschappen in Helsinki een zevende plaats had behaald. In Los Angeles bereikte zij het hoogtepunt van haar carrière met de gouden medaille, die zij bij het discuswerpen won. Doordat veel van haar concurrentes uit het Oostblok vanwege de boycot afwezig waren, was Stalman vooraf favoriete voor de titel. Toch duurde het tot de laatste worp voordat zij, met 65,36, de overwinning pakte. Door deze prestatie werd zij dat jaar verkozen tot Sportvrouw van het jaar.

Haar beste prestatie van 71,22, die zij in het jaar voorafgaand aan de Spelen in Walnut had geworpen, was tot 2016 het Nederlands record. Na haar olympisch goud nam zij nog twee keer deel aan een wedstrijd. Daarna maakte een rugblessure een eind aan haar sportieve loopbaan. Zelf was ze er trouwens van overtuigd, dat zij dat seizoen haar beste prestatie ooit had geleverd: 
Die 71,22 was al zo buitensporig, gelet op mijn niveau op dat moment. Ik ben nooit meer over de zeventig meter gekomen. Tien dagen nà die recordworp, op 25 juli, wierp ik wél 69,50. Dat was weer in Walnut. Die baan ligt namelijk in een vallei, tussen twee heuvelruggen. Als je een goede dag treft staat de wind daar perfect. Toen ik mijn record gooide had ik superomstandigheden. Die discus blééf vliegen ...

### Met de kogel voorbij de achttien meter
Door haar successen met de discus zijn Stalmans kogelstootprestaties altijd een beetje onderbelicht gebleven. Toch is zij in deze discipline de eerste Nederlandse die de achttien-metergrens overschreed. Op 10 juni 1984, ruim een maand voordat zij haar beste prestatie met de discus afleverde, kwam zij in San José met de kogel tot een afstand van 18,02, een verbetering van het toenmalige nationale record van Els van Noorduyn met 15 centimeter.
Stalman was tot 2008 atletiekverslaggever voor Eurosport en had vervolgens een botenverhuurbedrijf in Amsterdam, dat zij inmiddels weer van de hand heeft gedaan.

### Dopinggebruik
De beschuldiging dat zij haar enorme progressie ook aan andere dan natuurlijke middelen te danken heeft gehad, heeft Stalman lang genegeerd. Atletiekcoach Sjef Swinkels was een van degenen die haar beschuldigden van dopinggebruik. Haar voormalige manager Raymond de Vries deed dat ook en schreef erover in zijn autobiografie uit 1992. Kort voor de Olympische Spelen in Los Angeles zou ze volgens de Belgische journalist Paul Keysers bij de grens tussen Amerika en Mexico aangehouden zijn met een grote voorraad Winstrol, maar ze zou de douane hebben weten te overtuigen dat de pillen voor haarzelf bedoeld waren. In een in de Krant op Zondag gepubliceerd interview in 1992 vertelde drievoudig Nederlands kampioene Jennifer Smit dat Stalman in Nederland Winstrolpillen slikte, waarin zich de steroïd stanozolol bevond. Smit zei dat te weten omdat ze met Stalman in Den Haag een flatje deelde en de dopingpot op tafel stond.
Volgens De Vries vluchtte Stalman in 1982 of 1983 bij de Fanny Blankers-Koen Games voor een dopingcontrole. Stalman zou volgens hem op voorspraak van de Nederlandse Atletiekunie niet gecontroleerd worden, maar tijdens de wedstrijden was er iemand van de Internationale Atletiek Unie aanwezig en kon de Nederlandse bond zijn belofte niet standhouden. Stalman vluchtte daarop volgens De Vries uit een douchehok zonder zich af te spoelen en af te drogen. Stalman heeft hier nooit commentaar op willen geven.

Pas in het op 8 januari 2016 op de Nederlandse televisie uitgezonden NOS-programma Andere Tijden Sport gaf Stalman voor het eerst in het openbaar toe doping te hebben gebruikt: 
Ik heb in zware trainingsperiodes, uh, heb ik 's morgens bij de Brinta weleens een pilletje genomen. In de laatste 2,5 jaar van mijn carrière heb ik dagelijks een lichte dosis anabole steroïden gebruikt en met een lichte dosis bedoel ik iets tussen de 5 en 10 milligram per dag.
 Doping gebruiken was toen volgens haar eenvoudig, omdat er tijdens trainingen buiten competities niet gecontroleerd werd. Stalman wilde olympisch kampioen worden en voelde zich genoodzaakt hetzelfde te doen als atleten uit de DDR en andere Oostbloklanden. Volgens haar gebruikten ook atleten van de westkust van Amerika doping. Ze zei echter niet te weten of haar vriendin en trainingsmaatje Leslie Deniz, die op de Olympische Spelen van 1984 zilver behaalde bij het discuswerpen, ook doping heeft gebruikt. Bij controles tijdens de Olympische Spelen in Los Angeles werd bij haar geen doping aangetroffen. Stalman ontkent dat er sprake was van doping (ze was er zelfs twee keer op gecontroleerd) toen ze later bij de Olympische Spelen een gouden medaille won. Haar medaille hoefde ze door verjaring niet in te leveren. Stalman woonde indertijd in Amerika vlak bij de Mexicaanse grens, waar spierversterkende middelen zonder recept vrijuit bij plaatselijke apothekers te koop waren, alhoewel ze in het tv-programma zegt de doping op recept van een niet nader genoemde arts te hebben gekregen.

If you can't beat them, join them. En dat heb ik gedaan.
— Ria Stalman, doelend op haar dopinggebruik.

De Atletiekunie trok enkele dagen na Stalmans schuldbekentenis van valsspel haar Lidmaatschap van Verdienste van de Atletiekunie in. In november 2016 werd vanwege de dopingbekentenissen haar Nederlands record discuswerpen ongeldig verklaard. Dat gold ook voor andere prestaties van Stalman.

## Kampioenschappen

### Internationale kampioenschappen
| Onderdeel    | Titel                      | Jaar       |
| ------------ | -------------------------- | ---------- |
| discuswerpen | Olympisch kampioene        | 1984       |
| discuswerpen | Amerikaans kampioene       | 1982, 1984 |
| discuswerpen | Frans kampioene            | 1976       |
| discuswerpen | NCAA-kampioene             | 1978       |
| kogelstoten  | Amerikaans kampioene       | 1984       |
| kogelstoten  | Amerikaans indoorkampioene | 1983       |

### Nederlandse kampioenschappen
Outdoor
| Onderdeel    | Jaar                                                       |
| ------------ | ---------------------------------------------------------- |
| kogelstoten  | 1976, 1977, 1981, 1982, 1983                               |
| discuswerpen | 1973, 1974, 1975, 1976, 1977, 1979, 1980, 1981, 1982, 1983 |

Indoor
| Onderdeel   | Jaar       |
| ----------- | ---------- |
| kogelstoten | 1976, 1977 |

## Records

### Persoonlijke records
Outdoor
| Onderdeel    | Prestatie       | Datum        | Plaats   |
| ------------ | --------------- | ------------ | -------- |
| discuswerpen | 71,22 m (ex-NR) | 16 juli 1984 | Walnut   |
| kogelstoten  | 18,02 m (ex-NR) | 10 juni 1984 | San José |

Indoor
| Onderdeel   | Prestatie       | Datum            | Plaats    |
| ----------- | --------------- | ---------------- | --------- |
| kogelstoten | 16,83 m (ex-NR) | 26 februari 1983 | Princeton |

### Nederlandse records
(haar Nederlandse records discuswerpen werden in november 2016 ongeldig verklaard)
Outdoor
| Onderdeel    | Prestatie | Datum           | Plaats     |
| ------------ | --------- | --------------- | ---------- |
| discuswerpen | 54,14 m   | 3 augustus 1974 | Arnhem     |
|              | 54,92 m   | 2 april 1975    | Riva       |
|              | 54,98 m   | 4 mei 1975      | Den Haag   |
|              | 57,42 m   | 8 mei 1975      | Sliedrecht |
|              | 58,18 m   | 3 juni 1976     | Bratislava |
|              | 58,84 m   | 28 maart 1981   | Tempe      |
|              | 61,64 m   | 11 april 1981   | Tempe      |
|              | 62,32 m   | 26 april 1981   | Walnut     |
|              | 63,60 m   | 27 maart 1982   | Tempe      |
|              | 64,32 m   | 3 april 1982    | Tempe      |
|              | 66,58 m   | 25 april 1982   | Walnut     |
|              | 67,20 m   | 24 april 1983   | Walnut     |
|              | 67,36 m   | 3 juni 1984     | Walnut     |
|              | 67,58 m   | 8 juni 1984     | San José   |
| kogelstoten  | 18,02 m   | 9 juni 1984     | San José   |
| discuswerpen | 71,22 m   | 15 juli 1984    | Walnut     |

Indoor
| Onderdeel   | Prestatie | Datum            | Plaats    |
| ----------- | --------- | ---------------- | --------- |
| kogelstoten | 16,83 m   | 25 februari 1983 | Princeton |

## Prestaties

### kogelstoten
- 1972: 4e NK indoor - 12,00 m
- 1972: 5e NK - 12,57 m
- 1973:  NK indoor - 12,54 m
- 1973:  NK - 12,43 m
- 1974:  NK indoor - 13,19 m
- 1974:  NK - 13,48 m
- 1975:  NK indoor - 14,00 m
- 1975:  NK - 13,68 m
- 1976:  NK indoor - 14,67 m
- 1976:  NK - 13,70 m
- 1977:  NK indoor - 13,25 m
- 1977:  NK - 13,57 m
- 1980:  NK - 13,75 m
- 1981:  NK - 14,64 m
- 1982:  NK - 16,37 m
- 1983:  NK - 17,40 m

### discuswerpen
- 1971:  NK - 45,74 m
- 1972:  NK - 47,46 m
- 1973:  NK - 48,80 m
- 1974:  NK - 54,14 m
- 1975:  NK - 52,82 m
- 1976:  Open Franse kamp. te Lille - 57,14 m
- 1976:  NK - 53,56 m
- 1977:  NK - 54,16 m
- 1978:  NCAA-kamp. - 54,80 m
- 1978:  NK - 50,52 m
- 1979:  NK - 53,68 m
- 1980:  NK - 55,86 m
- 1981:  NK - 58,46 m
- 1982:  NK - 63,60 m
- 1982: 12e EK te Athene - 58,48 m
- 1983:  NK - 59,98 m
- 1983:  Europacup B - 61,14 m
- 1983: 7e WK - 63,76 m
- 1984:  OS - 65,36 m

## Onderscheidingen
- KNAU-atlete van het jaar - 1976, 1983, 1984
- Nederlands sportvrouw van het jaar - 1984
- KNAU-lid van verdienste - 1984 (In 2016 ingetrokken wegens dopinggebruik)[7]
- Ridder in de Orde van Oranje-Nassau - 1985

1928: Halina Konopacka ·
1932: Lillian Copeland ·
1936: Gisela Mauermayer ·
1948: Micheline Ostermeyer ·
1952: Nina Romasjkova ·
1956: Olga Fikotová ·
1960: Nina Romasjkova ·
1964: Tamara Press ·
1968: Lia Manoliu ·
1972: Faina Melnik ·
1976: Evelin Schlaak ·
1980: Evelin Jahl ·
1984: Ria Stalman ·
1988: Martina Hellmann ·
1992: Maritza Martén ·
1996: Ilke Wyludda ·
2000: Ellina Zvereva ·
2004: Natalja Sadova ·
2008: Stephanie Brown-Trafton ·
2012: Sandra Perković ·
2016: Sandra Perković ·
2020: Valarie Allman ·
2024: Valarie Allman